# 비르투스 엔텔라

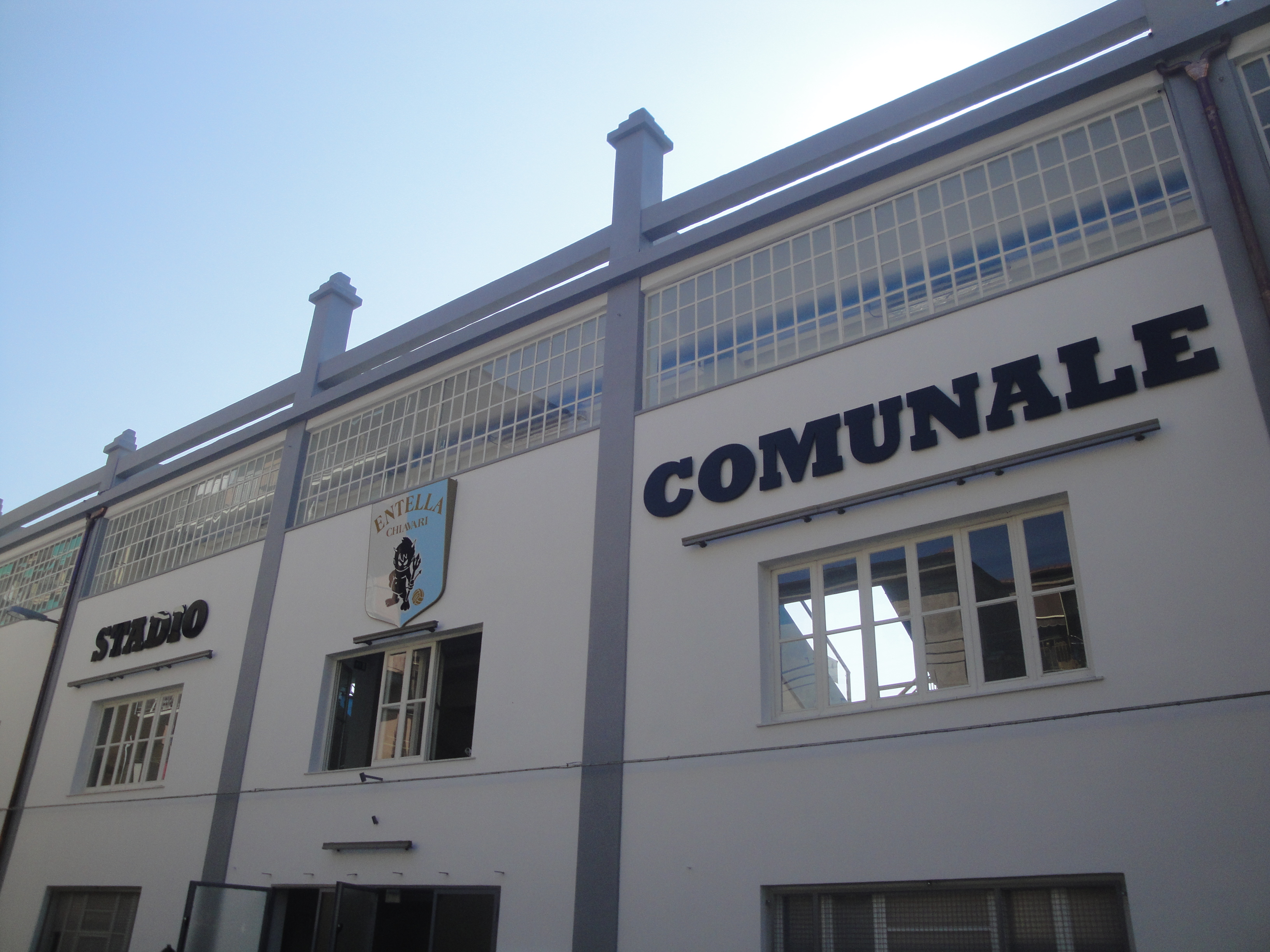

비르투스 엔텔라(Virtus Entella S.r.l.)는 이탈리아 리구리아주에 있는 키아바리를 연고로 하는 축구 클럽이다. 이 팀은 1914년에 창단되었으며, 현재 세리에 B에 출전하고 있다.

## 선수 명단

### 현역
참고: FIFA 자격 규정에 따라 소속된 국가대표팀 국기를 표시합니다. 선수는 복수의 FIFA 비회원국 국적을 가지고 있을 수 있습니다.
| 번호 | 포지션 | 국적   | 이름                 |
| ---- | ------ | ------ | -------------------- |
| 5    | DF     | 몰도바 | 안드레이 모토크      |
| 8    | MF     |        | 네르민 카리치        |
| 11   | FW     | 세네갈 | 마게트 폴            |
| 17   | FW     |        | 아둘라이 자비 엠발로 |

| 번호 | 포지션 | 국적 | 이름 |
| ---- | ------ | ---- | ---- |

## 역대 감독
| 감독             | 임기        |
| ---------------- | ----------- |
| 마리오 젠타      | 1950 ~ 1951 |
| 마리오 젠타      | 1958 ~ 1959 |
| 마리오 젠타      | 1967 ~ 1969 |
| 마리오 젠타      | 1973 ~ 1974 |
| 잔 피에로 벤투라 | 1982 ~ 1986 |

틀:비르투스 엔텔라 선수 명단